# Loosduinsevaart

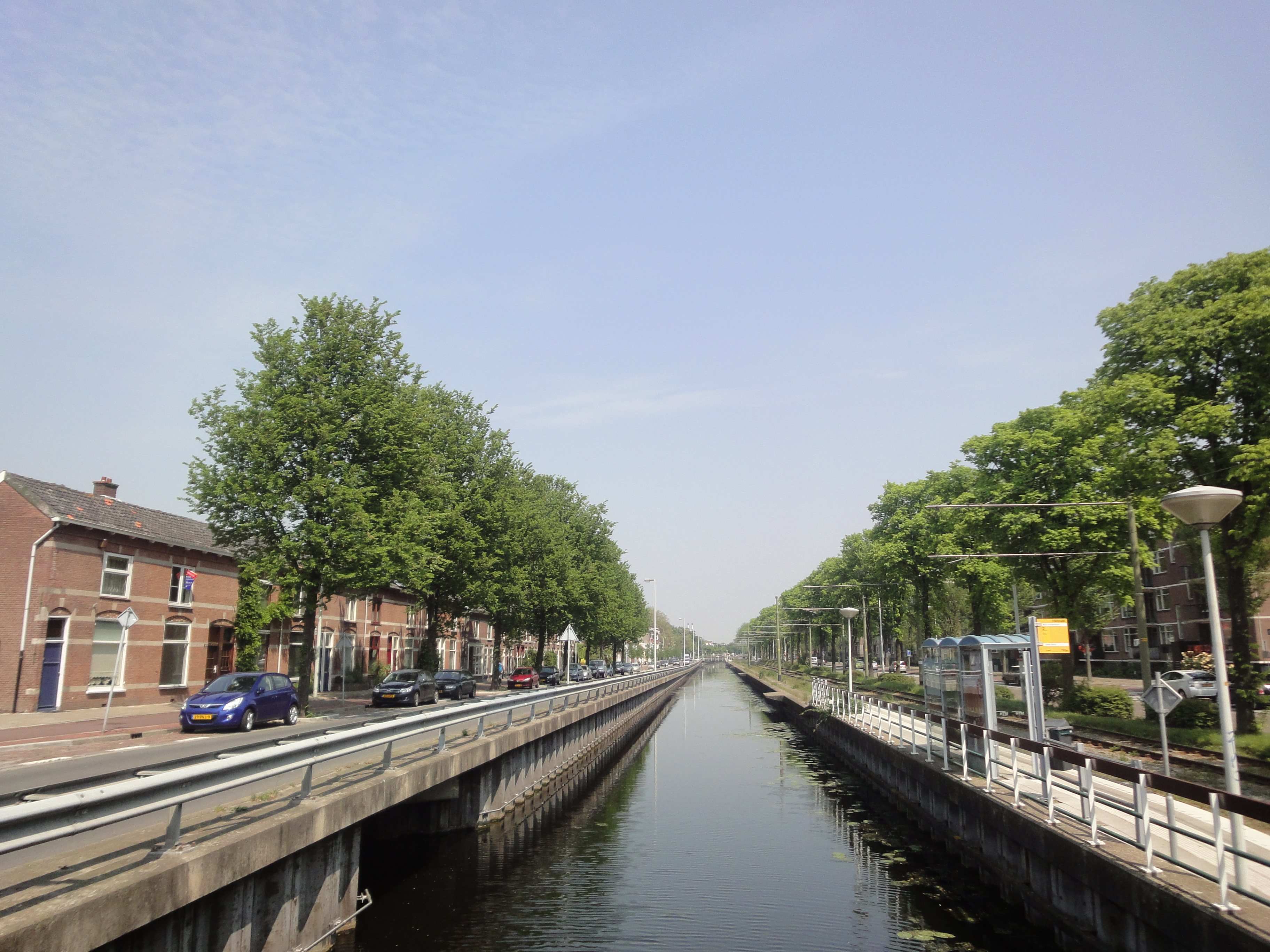
De Loosduinsevaart in 2012

De Loosduinsevaart in Den Haag werd in 1645, na de voltooiing van de Haagse grachtengordel gegraven en werd een belangrijke waterweg tussen Den Haag en het Westland. Prins Frederik Hendrik voer ook over de Loosduinsevaart als hij naar zijn buitenhuis in Honselersdijk ging. Enkele jaren eerder was de Prinsegracht gegraven als verlengde van de Grote Markt. Deze ging tot de grachtengordel, de Loosduinsevaart begon bij de grachtensingel en was via een bocht met de Prinsegracht verbonden. Langs en in het verlengde van de vaart liep de Oude Haagweg, die nog steeds bestaat. Hieraan ligt de begraafplaats Oud Eik en Duinen en sinds 1891 ook Nieuw Eykenduynen. Het grondgebied behoorde tot Den Haag en Monster, want pas in 1811 werd de gemeente Loosduinen gevormd, die op 1 juli 1923  opging in Den Haag.

## Openbaar Vervoer
In 1882 begon de Westlandsche Stoomtramweg Maatschappij (WSM) met de exploitatie van de stoomtramlijn Den Haag - Loosduinen (spoedig verlengd het Westland in) langs de Loosduinsevaart en over de Oude Haagweg. Deze lijn werd in 1932 opgebroken. In 1983 keerde de tram hier terug in de vorm van HTM-lijn 2. Daarnaast was het een belangrijke busroute voor zowel stads als streekbussen. Na de komst van tramlijn 2 verdwenen de stadsbussen. De streekbussen verdwenen geleidelijk en eindigen sinds 2007 bij Ov-knooppunt Leyenburg.

## Loosduinsekade, -weg en -brug
Langs de Loosduinsevaart liep de Loosduinsekade, die vanaf 1896 werd aangelegd toen Loosduinen een economische bloei doormaakte als gevolg van de ontwikkeling van de tuinbouw. In die tijd kwam de uitbreiding van Den Haag al bijna tot de grens van de gemeente Loosduinen. 
In 1924 werd het Laakkanaal aangelegd als verbinding tussen de Loosduinsevaart en de Laakhaven voor het verdere transport naar het centrum. In 1932 werd de Groente- en Fruitmarkt verhuisd naar een terrein bij het Laakkanaal. Het deel van de Loosduinsevaart tussen de Loosduinse brug en de Fahrenheitstraat werd toen gedempt, het deel tot de Valkenboslaan werd gedempt in 1982.
De Loosduinsekade is nooit een verbindingsweg geweest, maar werd aangelegd op de walkant van de Loosduinsevaart, naarmate de bebouwing vorderde. Aan een zijde heet het hier de Loosduinseweg. Vanaf 1932 werd de Loosduinsevaart gedempt, maar een gedeelte van de Loosduinsekade bleef nog bestaan. Wat eerst twee afzonderlijke zijden van de gracht was geweest kwam door het dempen bijeen te liggen. Daardoor werd de overkant van de Loosduinsekade, waar voorheen de Loosduinsevaart lag, de Loosduinseweg.